# Norman Carter Fassett
Norman Carter Fassett (1900-1954) fue un botánico estadounidense.
Se graduó en la Universidad de Harvard en 1922; obtuvo su maestría en 1923 y su doctorado en 1925.
Se empleó en la Universidad de Wisconsin, desde 1925, resultando profesor ordinario titular en 1937, continuando hasta su deceso. Fue curador del herbario de la universidad y director del Departamento de Botánica, de 1948 a 1949.
Fue uno de los fundadores de la "American Society of Plant Taxonomists", siendo secretario-tesorero, de 1936 a 1944, y presidente de 1953 a 1954.
Fue autor de numerosos artículos y varios libros, como "Spring Flora of Wisconsin", "Manual of Aquatic Plants", "Who's Who in Amer."
- La abreviatura «Fassett» se emplea para indicar a Norman Carter Fassett como autoridad en la descripción y clasificación científica de los vegetales.[1]